# Кордон (Залісовський округ)
Кордо́н (рос. Кордон) — село у складі Залісовського округу Алтайського краю, Росія.

## Населення
Населення — 721 особа (2010; 919 у 2002).
Національний склад (станом на 2002 рік):
- росіяни — 95 %